# Черницын, Семён Фёдорович
Семён Фёдорович Черницын (15.09.1926 — 03.01.2003) — ветеран Великой Отечественной войны, старший машинист лесного исправительно-трудового учреждения К-231 Главного управления лесных исправительно-трудовых учреждений Министерства внутренних дел СССР (Кировская область). Герой Социалистического Труда.

## Биография
Родился 15 сентября 1926 года в деревне Толкуново Кайского ныне Верхнекамского района Кировской области в крестьянской семье.	
Трудовую деятельность начал в 1939 году в колхозе «Красная Звезда» Кайского ныне Вехнекамского района Кировской области. С ноября 1943 года на военной службе: рядовой, стрелок, пулемётчик в подразделениях войск НКВД — МВД СССР по охране особо важных объектов (Кировская, Свердловская, Горьковская и Сумская области). Участник Великой Отечественной войны. Демобилизован в мае 1950 года.
С июня 1950 года работал в лесном исправительно-трудовом учреждении К-231 (бывший Вятлаг, далее — учреждение) Главного управления лесных исправительно-трудовых учреждений (ГУЛИТУ) МВД СССР (посёлок Лесной Кировской области) цензором сельхозподразделения отдельного лагерного пункта № 3.
С мая 1952 года — на железнодорожном транспорте учреждения. Работал экспедитором почтово-посылочной экспедиции управления. После окончания курсов машинистов паровоза с декабря 1958 года работал кочегаром, а затем машинистом паровоза станции Лесная.
В 1973 году назначен старшим машинистом учреждения.
Указом Президиума Верховного Совета СССР от 1 марта 1974 года за большие успехи, достигнутые в выполнении и перевыполнении планов 1973 года и принятых соцобязательств, Черницыну Семёну Фёдоровичу присвоено звание Героя Социалистического Труда с вручением ордена Ленина и золотой медали «Серп и Молот».
С 1981 года — машинист-инструктор железнодорожного отделения учреждения. Принимал активное участие в воспитательной работе с осуждёнными. Неоднократно избирался депутатом местных советов, в руководящие органы отраслевого профсоюза, на протяжении многих лет являлся наставником молодёжи.
В январе 1983 года вышел на пенсию и уволился с предприятия, но дома не усидел и продолжил работу в железнодорожном отделении учреждения до марта 1986 года.
Жил в городе Киров. Умер 3 января 2003 года. Похоронен в Кирове.

## Награды
- Золотая медаль «Серп и Молот» (01.03.1974);
- Орден Ленина (01.03.1974)
- Орден Трудового Красного Знамени (15.06.1971)
- Орден «Знак Почёта» (24.03.1981)
- Медаль «За доблестный труд»
- Медаль «В ознаменование 100-летия со дня рождения Владимира Ильича Ленина» (6 апреля 1970)
- Медаль «За победу над Германией в Великой Отечественной войне 1941—1945 гг.»
- Юбилейная медаль «Двадцать лет Победы в Великой Отечественной войне 1941—1945 гг.»
- Юбилейная медаль «Тридцать лет Победы в Великой Отечественной войне 1941—1945 гг.»[2]
- Юбилейная медаль «Сорок лет Победы в Великой Отечественной войне 1941—1945 гг.»[3]
- Юбилейная медаль «50 лет Победы в Великой Отечественной войне 1941—1945 гг.»[4]
- Медаль «Ветеран труда»
- Медаль «30 лет Советской Армии и Флота»[5]
- Юбилейная медаль «40 лет Вооружённых Сил СССР»[6]
- Юбилейная медаль «50 лет Вооружённых Сил СССР» (26 декабря 1967[7])
- Юбилейная медаль «60 лет Вооружённых Сил СССР» (28 января 1978[8])
- Юбилейная медаль «70 лет Вооружённых Сил СССР» (28 января 1988[9])
- нагрудным знаком «За отличную службу в МВД СССР».
- и другими